# Concilio de Lugo (569)

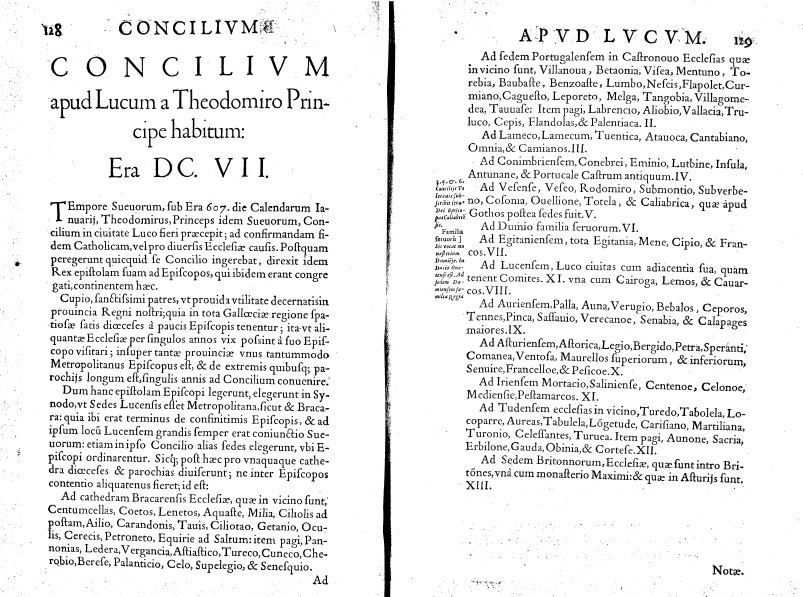
Texto latino del Concilio de Lugo.

El Concilio de Lugo (a. 569) fue un sínodo católico de Gallaecia convocado, según sostienen los textos en los que se conservó la noticia, por el rey suevo Teodomiro el 1 de enero del año 569 "para confirmar la fe católica y por otras causas de la Iglesia". Las mismas fuentes aseguran que una vez finalizado el concilio se pasaría a dar lectura a una carta del propio rey en la que, para mejor administración del reino, se invitaba a los padres conciliados en Lugo a constituir nuevos obispados, y a elegir una nueva sede metropolitana; los obispos decidieron entonces que la sede de Lugo fuese también metropolitana, "así como Braga", y repartieron a cada catedral las "diócesis y parroquias" que les correspondían, "para que no hubiese entre los obispos ninguna disputa."
Ante la falta de actas para este sínodo, algunos historiadores, con el padre Flórez a la cabeza, concluyeron que la noticia del Concilio de Lugo era muy dudosa, y que eran falsos o tardíos los documentos en donde se menciona. De todas formas, las sedes episcopales constituidas en Lugo son las mismas que estarán representadas después en el segundo concilio de Braga, en el año 572 (a excepción de Portucalle, representada en Braga por el obispo de Magneto). P. David estableció la autenticidad básica del reparto diocesano (Parochiale sueuum) que figura en el texto de los documentos conocidos como Concilio de Lugo, aunque fijó su redacción entre 572 y 582 (es decir, después del segundo concilio bracarense y bajo el reinado de Miro), y entendía que el preámbulo con la noticia del Concilio y la carta del rey era una confusa adición del siglo VII.
Loaisa editó en latín la primera versión impresa del Concilio de Lugo, a partir de una copia del texto sacada de un códice lucense manuscrito del siglo XII, hoy perdido. Asimismo, Lucas de Tui, Bernardo de Brito, Contador de Argote y M. Risco publicaron otras versiones del documento halladas por ellos en diferentes manuscritos; Sáenz de Aguirre, Flórez y Mansi reprodujeron por su parte la versión impresa por Loaisa, la misma que Huerta y Vega dio traducida al castellano. La edición crítica del texto latino fue obra de P. David, de donde pasó al Corpus Christianorum.